# Deutsch perfekt
Deutsch perfekt је немачки месечни часопис за учење немачког језика који издаје издавачкакућа Spotlight која је део издавачке куће Цајт (Zeitverlag). Овај часопис усмерен је према свима који желе да уче или побољшају своја знања немачког језика. Први број је изашао 2005. године, а број продатих примерака по издању у 2021. години износио је 20.732 примерака.

## Концепт
Часопис има око 80 страна и ученицима немачког језика пружа дидактички прилагођене информативне текстове о актуелним темама везаним за живот у Немачкој, Аустрији и Швајцарској. Сваки број часописа садржи информативне репортаже, практичне савете о животу у Немачкој и бројне интервјуе, али такође и мноштво објашњења и вежбања везаних за немачку граматику и вокабулар. Сваки текст је предвиђен за одређени језички ниво. На овај начин, читалац може да изабере ниво на којем се он налази. Ови језички нивои се оријентишу према нивоима Заједничког европског референтног оквира за живе језике од А2 до Ц1, и то:
- Лаки (А2) - Текстови за ученике са основним знањем
- Средњи (Б1) - Текстови на средњем нивоу (намењени припреми испита као што су сертификати Goethe-Zertifikat B1, ÖSD-Zertifikat B1 и Zertifikat Deutsch / telc Deutsch B1)
- Тешки (Б2 и више) - Текстови за напредне ученике

У сваком броју се могу наћи објашњења око 750 речи, израза и идиома. Речи су објашњене на поједностављеном немачком језику, који је прилагођен језичком нивоу текста. Објашњења стоје поред самог текста како би читалац могао брзо да их пронађе, а показују где се налази акценат у речи, али и како се гради множина истих.
Часопис нуди мешавину кратких текстова и великих репортажа, интервјуа, дебата о контроверзним темама, савета за путовања и практичних савета за посао, студије, али и савета за свакодневну конверзацију. У овом часопису редовне теме су и економија, каријера, политика, култура, забава, спорт, туризам, као и нормална немачка свакодневица. Аустрија и Швајцарска су такође део опуса.
Саговорници су често познате личности и експерти, али и сасвим „нормални“ људи, који имају шта да кажу на одређену тему. „Поглед са стране“, односно поглед из перспективе странаца је такође редовна рубрика часописа Deutsch perfekt.

## Понуда и додатни материјал
Поред самог часописа, сваког месеца излазе и додатни материјали, као што су Deutsch perfekt Plus, вежбанка са граматичким вежбама, као и Audio-Trainer, компакт-диск уз свеску са транскриптима намењени за вежбање слушања. Ове аутентичне аудио текстове снимају матерњи говорници и уз њих је могуће радити практична вежбања везана за идиоме или граматику.
На сајту часописа налазе се бројна интерактивна граматичка вежбања, слушни текстови, као и дидактички прилагођени текстови за читање и учење. Поред овога, за паметне телефоне је доступна и апликација преко које се свакога дана објављује и тзв. реч дана, са граматичком флексијом и реченичним примером.
Deutsch perfekt App је апликација за паметне телефоне преко које је могуће приступити електронским верзијама часописа, вежбанке и аудио вежби. 
Уз наведено, могуће је и претплатити се на мејлинг листу, преко које се једном до двапут месечно добија мејл од главног уредника Јерга Валзера, а у којем се могу наћи квизови, текстови, објашњења идиома, а понекад и специјални попусти и понуде.
Часопис има своје Фејсбук и Инстаграм странице преко којих се редовно објављују информације о новим издањима, занимљивости о немачком језику, вежбања и бројне информације корисне за ученике немачког језика.